# Santi patroni cattolici dei comuni della Puglia
Lista di santi patroni cattolici dei comuni della Puglia:

## Città metropolitana di Bari
- Bari: San Nicola di Bari (8 maggio e 6 dicembre), Maria Ss. Odegitria (1º martedì di marzo) e San Sabino (9 febbraio).
- Acquaviva delle Fonti: Nostra Signora di Costantinopoli (1º martedì di settembre e 1º martedì di marzo), sant'Eustachio e san Sebastiano (compatrono)
- Adelfia: San Trifone (10 novembre) e Maria Ss. della Pietà (1ª domenica di settembre)
  - Montrone: San Vittoriano (ultima domenica di luglio)
  - Canneto: Maria Ss. della Stella (lunedì dell'Angelo).
- Alberobello: Santi Martiri e Medici Cosma e Damiano (dal 25 al 28 settembre), co-patrona Santa Lucia vergine e martire (26 maggio).
- Altamura: San Giuseppe (19 marzo e 5 maggio), Santa Irene (5 maggio e 15 agosto), Madonna del Buoncammino (12 settembre) e Maria Ss. Assunta (15 agosto).
- Binetto: San Crescenzio (ultima domenica di agosto).
- Bitetto: San Michele Arcangelo (29 settembre), Maria Ss. Addolorata (15 settembre) e Beato Giacomo Illirico (27 aprile).
- Bitonto: Maria Ss. Immacolata (26 maggio).
  - Palombaio: Maria Ss. Immacolata,
  - Mariotto: Maria SS. Addolorata.
- Bitritto: Nostra Signora di Costantinopoli (1º martedì di marzo).
- Capurso: Santa Maria del Pozzo (ultima domenica d'agosto) e San Giuseppe (ultima domenica di maggio)
- Casamassima: San Rocco (2ª domenica di settembre) e B.V. Maria del Monte Carmelo (ultimo sabato di Luglio)
- Cassano delle Murge: Madonna degli Angeli (2 agosto).
- Castellana Grotte: Madonna della Vetrana (ultima domenica di aprile).
- Cellamare: Sant'Amatore (1ª domenica di maggio).
- Conversano: Madonna della Fonte e San Flaviano.
- Corato: san Cataldo (domenica dopo il 15 agosto), Santa Maria Greca (18 luglio) e San Gerardo Maiella (16 ottobre).
- Gioia del Colle: San Filippo Neri(26 maggio).
- Giovinazzo: San Tommaso e Maria Ss. di Corsignano (domenica dopo il 15 agosto).
- Gravina in Puglia: San Michele arcangelo (29 settembre) e San Filippo Neri (26 maggio).
- Grumo Appula: Maria Ss. di Monteverde e San Rocco (ultima domenica di settembre).
- Locorotondo: San Giorgio nei giorni 21,22,23 e 24 aprile e San Rocco nei giorni 14, 15, 16 e 17 agosto.
- Modugno: san Nicola da Tolentino e San Rocco (4ª domenica di settembre).
- Mola di Bari: Maria SS. Addolorata (2ª domenica di settembre) e San Michele Arcangelo (29 settembre).
- Molfetta: San Corrado di Baviera (9 febbraio e 2ª domenica di luglio) e Maria Ss. dei Martiri (8 settembre).
- Monopoli: Madonna della Madia (16 dicembre).
- Noci: San Rocco (1ª domenica di settembre) e Madonna della Croce (3 maggio).
- Noicattaro: Madonna del Carmine (domenica successiva al 16 luglio).
- Palo del Colle: Santissimo Crocifisso (16 settembre).
- Poggiorsini: Maria SS. Addolorata (11 agosto).
- Polignano a Mare: San Vito Martire (15 giugno).
- Putignano: Santo Stefano (3 agosto e 26 dicembre).
- Rutigliano: San Nicola (6 dicembre) Madonna del Carmine (16 luglio).
- Ruvo di Puglia: San Biagio (3 febbraio), San Cleto (13 giugno) e San Rocco (16 agosto).
- Sammichele di Bari: San Michele Arcangelo (8 maggio).
- Sannicandro di Bari: San Giuseppe (ultima domenica di giugno).
- Santeramo in Colle: Sant'Erasmo (2 giugno).
- Terlizzi: San Michele (29 settembre), Maria SS. di Sovereto (23 aprile e domenica successiva al 1º sabato di agosto) e Madonna del Rosario (prima domenica di ottobre).
- Toritto: San Rocco (1ª domenica di settembre) e Madonna delle Grazie.
- Triggiano: Maria Ss. della Croce (3ª domenica di settembre).
- Turi: San Giovanni Battista (24 giugno), Sant'Oronzo (26 agosto).
- Valenzano: San Rocco (16 agosto) e Maria SS. Addolorata (15 settembre).

## Provincia di Barletta-Andria-Trani
- Andria: San Riccardo di Andria e Maria Ss. dei Miracoli (23 aprile). 
  - Montegrosso: Madonna Assunta e Sant'Isidoro l'Agricoltore.
- Barletta: San Ruggero di Canne (30 dicembre e seconda domenica di luglio) e Madonna dello Sterpeto (seconda domenica di luglio). 
  - Fiumara: Madonna Assunta,
  - Montaltino: Madonna Annunziata.
- Bisceglie: Santi Mauro, Sergio di Bisceglie e Pantaleone (domenica successiva al primo sabato d'agosto).
- Canosa di Puglia: San Sabino (9 febbraio e 1º agosto). 
  - Loconia: Sant'Antonio da Padova.
- Margherita di Savoia: SS. Salvatore (6 agosto) e Madonna Addolorata (15 settembre).
- Minervino Murge: San Michele Arcangelo (29 settembre).
- San Ferdinando di Puglia: San Ferdinando III (30 maggio).
- Spinazzola: San Sebastiano (20 gennaio).
- Trani: San Nicola Pellegrino (2 giugno e ultima domenica di luglio).
- Trinitapoli: Santo Stefano e Madonna di Loreto.

## Provincia di Brindisi
- Brindisi: San Lorenzo da Brindisi e San Teodoro d'Amasea. 
  - Tuturano: Madonna del Giardino.
- Carovigno: Maria SS.ma di Belvedere, San Giacomo e San Filippo.
  - Torre Santa Sabina: Santa Sabina.
  - Serranova e Specchiolla: Santa Maria Goretti.
- Ceglie Messapica: Sant'Antonio da Padova.
- Cellino San Marco: San Marco Evangelista.
- Cisternino: San Quirico e Giulitta. 
  - Casalini: Sacro Cuore di Maria.
- Erchie: Sant’Irene.
- Fasano: San Giovanni Battista e Santa Maria di Pozzo Faceto. 
  - Savelletri: San Francesco da Paola, Torre Canne: Sacro Cuore di Gesù.
- Francavilla Fontana: Madonna della Fontana.
- Latiano: Santa Margherita di Antiochia.
- Mesagne: Madonna del Carmelo.
- Oria: San Barsanofio.
- Ostuni: Sant'Oronzo.
- San Donaci: Maria Santissima delle Grazie e San Vincenzo Ferreri.
- San Michele Salentino: San Michele arcangelo.
- San Pancrazio Salentino: San Pancrazio martire.
- San Pietro Vernotico: San Pietro.
- San Vito dei Normanni: San Vito e San Vincenzo Ferreri.
- Torchiarolo: Santissimo Crocifisso e Maria Santissima di Galeano. 
  - Lendinuso e Torre San Gennaro: Stella del Mare.
- Torre Santa Susanna: Santa Susanna di Roma.
- Villa Castelli: Sacro Cuore di Gesù e Madonna della Fontana.

## Provincia di Foggia
- Foggia: Madonna dei sette veli, santi Guglielmo e Pellegrino.
- Accadia: San Sebastiano (20 gennaio), Nostra Signora del Monte Carmelo (16 luglio e 21 agosto)
- Alberona: San Giovanni Battista.
- Anzano di Puglia: Santa Maria di Anzano.
- Apricena: Madonna Incoronata.
- Ascoli Satriano: San Potito.
- Biccari: San Donato.
- Bovino: Maria SS. di Valleverde.
- Cagnano Varano: San Cataldo.
- Candela: San Clemente papa.
- Carapelle: San Francesco da Paola.
- Carlantino: San Donato.
- Carpino: San Rocco.
- Casalnuovo Monterotaro: Santa Maria della Rocca.
- Casalvecchio di Puglia: Maria SS. delle Grazie e San Nicola di Bari.
- Castelluccio dei Sauri: SS. Salvatore.
- Castelluccio Valmaggiore: San Giovanni Battista.
- Castelnuovo della Daunia: Santa Maria della Murgia.
- Celenza Valfortore: San Giovanni Battista.
- Celle di San Vito: Santi Vito, Modesto e Crescenzia e San Vincenzo Ferreri.
- Cerignola: Madonna di Ripalta, San Trifone e San Potito
- Chieuti: San Giorgio.
- Deliceto: San Matteo e Santa Maria dell'Olmitello.
- Faeto: San Prospero.
- Ischitella: Sant'Eustachio.
- Isole Tremiti: San Nicola di Bari, Maria Ss. Assunta.
- Lesina: San Primiano Martire.
- Lucera: Santa Maria Patrona di Lucera (14/15/16 agosto), San Francesco Antonio Fasani (29 novembre).
- Manfredonia: Madonna di Siponto, San Lorenzo Maiorano e San Filippo Neri.
- Mattinata: Santa Maria della Luce.
- Monte Sant'Angelo: San Michele Arcangelo.
- Monteleone di Puglia: San Rocco.
- Motta Montecorvino: San Giovanni Battista.
- Ordona: San Leone vescovo.
- Orsara di Puglia: San Michele Arcangelo.
- Orta Nova: Sant'Antonio di Padova.
- Panni: San Costanzo e Maria SS. del Bosco.
- Peschici: Sant'Elia Profeta.
- Pietramontecorvino: Sant'Alberto da Montecorvino.
- Poggio Imperiale: San Placido Martire.
- Rignano Garganico: San Rocco.
- Rocchetta Sant'Antonio: Sant'Antonio abate.
- Rodi Garganico: Madonna della Libera e San Cristoforo.
- Roseto Valfortore: san Filippo Neri.
- San Giovanni Rotondo: San Giovanni Battista.
- San Marco in Lamis: San Marco evangelista, San Matteo e la Madonna Addolorata.
- San Marco la Catola: San Liberato di Cartagine e la Madonna della Vittoria.
- San Nicandro Garganico: Santi Nicandro, Marciano e Daria.
- San Paolo di Civitate: Sant'Antonio di Padova.
- San Severo: Madonna del Soccorso, San Severino abate, San Severo di Napoli.
- Sant'Agata di Puglia: Sant'Agata e San Rocco.
- Serracapriola: San Mercurio
- Stornara: San Rocco.
- Stornarella: San Francesco da Paola.
- Torremaggiore: San Sabino vescovo e la Madonna Addolorata.
- Troia: Sant'Anastasio, Sant'Eleuterio, San Ponziano, San Secondino e Sant'Urbano.
- Vico del Gargano: san Valentino.
- Vieste: Santa Maria di Merino e San Giorgio.
- Volturara Appula: Madonna della Sanità.
- Volturino: Santa Maria di Serritella.
- Zapponeta: Maria Ss. della Misericordia.

## Provincia di Lecce
- Lecce: Sant'Oronzo, San Giusto e San Fortunato. 
  - Frigole: Santa Maria Goretti,
  - San Cataldo: San Cataldo vescovo,
  - Villa Convento: Madonna delle Grazie.
- Alessano: San Trifone. 
  - Montesardo: Sant'Antonio di Padova.
- Alezio: San Rocco e Madonna della Lizza.
- Alliste: San Quintino. 
  - Felline: Sant'Antonio di Padova.
- Andrano: Sant'Andrea Apostolo e Madonna delle Grazie. 
  - Castiglione d'Otranto: Sant'Antonio da Padova e Sant'Oronzo.
- Aradeo: San Nicola.
- Arnesano: Santissimo Crocifisso.
- Bagnolo del Salento: San Giorgio.
- Botrugno: Sant'Oronzo.
- Calimera: San Brizio.
- Campi Salentina: Sant'Oronzo.
- Cannole: San Vincenzo Ferreri.
- Caprarica di Lecce: San Nicola.
- Carmiano: Madonna Nostra e San Vito. 
  - Magliano: Maria Bambina e San Vito.
- Carpignano Salentino: Madonna della Grotta e Sant'Antonio da Padova. 
  - Serrano: San Giorgio Martire.
- Casarano: San Giovanni l'Elemosiniere.
- Castri di Lecce: San Vito.
- Castrignano de' Greci: Sant'Antonio da Padova.
- Castrignano del Capo: San Michele Arcangelo.
- Castro: Maria Santissima Annunziata e Santa Dorotea. 
  - Castro Marina: Madonna del Rosario
- Cavallino: San Domenico. 
  - Castromediano: Maria Vergine.
- Collepasso: Madonna delle Grazie.
- Copertino: San Giuseppe da Copertino.
- Corigliano d'Otranto: San Nicola.
- Corsano: San Biagio.
- Cursi: San Nicola.
- Cutrofiano: Sant'Antonio da Padova.
- Diso: San Filippo e San Giacomo. 
  - Marittima: San Vitale.
- Gagliano del Capo: San Rocco. 
  - Arigliano: San Vincenzo di Saragozza,
  - San Dana: San Dana.
- Galatina: santi Pietro e Paolo. 
  - Collemeto: Nostra Signora di Costantinopoli,
  - Noha: San Michele Arcangelo,
  - Santa Barbara: Santa Barbara.
- Galatone: San Sebastiano e Santissimo Crocifisso.
- Gallipoli: Sant'Agata (patrona della Città e della diocesi di Nardò-Gallipoli), San Sebastiano, Santa Cristina di Bolsena (Protettrice).
- Giuggianello: San Cristoforo.
- Giurdignano: San Rocco.
- Guagnano: Madonna del Rosario. 
  - Villa Baldassarri: Madonna del Carmelo.
- Lequile: San Vito. 
  - Dragoni: Madonna della Stella
- Leverano: San Rocco.
- Lizzanello: San Lorenzo. 
  - Merine: Madonna Assunta.
- Maglie: San Nicola. 
  - Morigino: San Giovanni Battista.
- Martano: San Domenico, Madonna Assunta.
- Martignano: San Pantaleone.
- Matino: San Giorgio.
- Melendugno: San Niceta il Goto. 
  - Borgagne: Sant'Antonio da Padova,
  - Roca Vecchia: Santa Maria di Roca,
  - San Foca: San Foca.
- Melissano: Sant'Antonio da Padova.
- Melpignano: San Giorgio.
- Miggiano: San Vincenzo di Saragozza.
- Minervino di Lecce: Sant'Antonio da Padova. 
  - Cocumola: San Nicola,
  - Specchia Gallone: San Biagio.
- Monteroni di Lecce: Sant'Antonio da Padova.
- Montesano Salentino: San Donato.
- Morciano di Leuca: San Giovanni l'Elemosiniere. 
  - Barbarano del Capo: San Lorenzo.
- Muro Leccese: Sant'Oronzo.
- Nardò: San Gregorio Armeno. 
  - Santa Caterina: Santa Caterina d'Alessandria,
  - Santa Maria al Bagno: Madonna Assunta.
- Neviano: San Michele Arcangelo.
- Nociglia: Sant'Antonio da Padova.
- Novoli: Sant'Antonio Abate.
- Ortelle: San Giorgio. 
  - Vignacastrisi: Madonna del Rosario.
- Otranto: Martiri di Otranto.
- Palmariggi: Maria Vergine della Palma.
- Parabita: Santa Maria della Coltura.
- Patù: San Michele Arcangelo.
- Poggiardo: Sant'Antonio da Padova. 
  - Vaste: Santi Alfio, Cirino e Filadelfo.
- Porto Cesareo: Beata Vergine Maria.
- Presicce-Acquarica: Sant'Andrea Apostolo (Presicce) e San Carlo Borromeo (Acquarica del Capo).
- Racale: San Sebastiano. 
  - Torre Suda: Maria Stella del Mare.
- Ruffano: Sant'Antonio da Padova. 
  - Torrepaduli: San Teodoro di Amasea.
- Salice Salentino: San Francesco d'Assisi.
- Salve: San Nicola Magno. 
  - Lido Marini: Santa Maria della Pace,
  - Ruggiano: Santa Marina.
- San Cassiano: Beati martiri idruntini e San Rocco.
- San Cesario di Lecce: San Cesario di Arles.
- San Donato di Lecce: San Donato. 
  - Galugnano: San Michele Arcangelo.
- San Pietro in Lama: San Pietro.
- Sanarica: Madonna delle Grazie.
- Sannicola: Madonna delle Grazie. 
  - Chiesanuova: Immacolata,
  - San Simone: San Simone apostolo.
- Santa Cesarea Terme: Santa Cesaria Vergine. 
  - Cerfignano: Sant'Antonio da Padova,
  - Vitigliano: San Rocco e Madonna Assunta.
- Scorrano: Santa Domenica.
- Seclì: San Paolo Apostolo.
- Sogliano Cavour: San Lorenzo.
- Soleto: Sant'Antonio da Padova.
- Specchia: San Nicola.
- Spongano: Santa Vittoria.
- Squinzano: San Nicola.
- Sternatia: San Giorgio.
- Supersano: San Michele Arcangelo.
- Surano: Beati martiri idruntini e San Rocco.
- Surbo: Sant'Oronzo. 
  - Giorgilorio: Madonna della Fiducia
- Taurisano: Santo Stefano.
- Taviano: San Martino di Tours, Madonna del Miracolo. 
  - Marina di Mancaversa: Sant'Anna.
- Tiggiano: Sant'Ippazio.
- Trepuzzi: Madonna Assunta.
- Tricase: San Vito. 
  - Caprarica del Capo: Sant'Andrea Apostolo,
  - Depressa: Sant'Antonio da Padova e Santi Medici Cosma e Damiano,
  - Lucugnano: Madonna Addolorata,
  - Marina Serra: Madonna Assunta,
  - Sant'Eufemia: Sant'Eufemia di Calcedonia,
  - Tricase Porto: San Nicola,
  - Tutino: Sant'Antonio da Padova.
- Tuglie: Maria Ss. Annunziata.
- Ugento: San Vincenzo. 
  - Gemini: San Francesco d'Assisi,
  - Torre San Giovanni: Madonna dell'Aiuto.
- Uggiano la Chiesa: Santa Maria Maddalena. 
  - Casamassella: San Gaetano di Thiene.
- Veglie: San Giovanni Battista.
- Vernole: Sant'Anna e San Gioacchino. 
  - Acaya: Sant'Oronzo,
  - Acquarica di Lecce: San Gregorio Nazianzeno,
  - Pisignano: Santa Maria Mater Domini,
  - Strudà: Nostra Signora della Neve,
  - Vanze: Madonna Assunta.
- Zollino: Sant'Antonio da Padova.

## Provincia di Taranto
- Taranto: San Cataldo vescovo, Sant'Egidio Maria da Taranto.
- Avetrana: San Biagio e Sant' Antonio di Padova
- Carosino: San Biagio.
- Castellaneta: San Nicola di Bari e San Francesco da Paola.
- Crispiano: Nostra Signora della Neve.
- Faggiano: San Giuseppe.
- Fragagnano: Sant'Antonio di Padova, Madonna del Carmine.
- Ginosa: Madonna del Rosario e Santi Cosma e Damiano.
- Grottaglie: San Francesco di Geronimo e San Ciro.
- Laterza: Maria SS. Mater Domini.
- Leporano: Sant'Emidio.
- Lizzano: San Gaetano di Thiene e San Pasquale Baylon.
- Manduria: San Gregorio Magno.
- Martina Franca: San Martino e Santa Comasia.
- Maruggio: San Giovanni Battista e San Cristoforo.
- Massafra: Madonna della Scala e San Michele Arcangelo.
- Monteiasi: Santissimo Crocifisso
- Montemesola: Madonna del Rosario.
- Monteparano: San Gaetano di Thiene.
- Mottola: San Tommaso Becket.
- Palagianello: Madonna delle Grazie.
- Palagiano: San Rocco.
- Pulsano: Madonna dei Martiri e San Trifone.
- Roccaforzata: Madonna della Camera e Sant'Elia.
- San Giorgio Ionico: San Giorgio.
- San Marzano di San Giuseppe: San Giuseppe.
- Sava: San Giovanni Battista.
- Torricella: San Marco
- Statte: Madonna del Rosario.